# 萊爾富
萊爾富便利商店，簡稱萊爾富，是臺灣第一家本土便利商店品牌。1988年6月，正式成立董事會，展開籌備工作。1989年4月，萊爾富國際股份有限公司成立於臺北市大同區迪化街，同年9月正式開立9家分店（延吉、安東、民族、北安、木新、民權、延平、南港、南港二）；於1994年7月開設了第100家分店。2004年6月開設了第1,000家分店。至2018年12月為止，店數已經有1,380家，2018年營收220億元，直營員工1,800人，若加入加盟店員工合併計算後為9,400人。
目前採用RC直營、FC委託加盟、FVC特許加盟三種模式經營。除了零售商品外，更致力於電子商務。除代收以外，更支援以塑膠貨幣付款，全國各門市均可使用Mondex、MasterCard Cash等電子錢包，2004年更成為全臺灣第一個全面導入多媒體終端機（Multi-Media Kiosk）的便利商店通路，萊爾富的多媒體終端機稱為「Life-ET」。2009年設立店內網路購物——hishopping，到店付費取貨服務，萊爾富除了拓展門市數，也計畫與日本超商合作。
萊爾富的門市遍布全臺，在部分學校、政府機關、醫院內亦設有門市。但截至2021年5月，卻仍未踏足花蓮縣、臺東縣、澎湖縣及連江縣。萊爾富的市場佔有率已經排名全臺第三大便利商店，僅次於統一超商和全家便利商店。

## 歷史
- 1988年6月，董事會開始運作，展開籌備工作。
- 1989年4月，「萊爾富國際股份有限公司」正式成立於臺北市迪化街。[4]
- 1989年9月，萊爾富九家門市同時開幕－延吉、安東、民族、北安、木新、民權、延平、南港、南港二。
- 1990年7月，萊爾富首創中獎統一發票兌換商品。
- 1994年9月，萊爾富北區物流中心於臺灣省臺北縣五股鄉（現新北市五股區）成立，實施電子揀貨系統。
- 2004年6月，大園低溫物流中心啟用[5]。
- 2004年6月16日，第1,000家門市北市基湖店於臺北市內湖區基湖路開幕（已於2011年5月結束營業）。
- 2004年7月，新成立的分公司（門市）名稱改為「第ＯＯＯＯ分公司」（Ｏ為數字，原為「地名+●●分公司」（●●為門市名稱）），首間分店為「第2,840分公司」（桃市桃旗店，已於2010年12月結束營業）。
- 2006年1月，萊爾富冷凍物流業務合作業者從大榮貨運改為統昶行銷，部分門市的宅配合作業者從臺灣宅配通改為統一速達[6]。
- 2013年5月13日，統一企業為了確保統一超商與萊爾富獨立營運，以一股新臺幣16元把股份賣給安橋亞洲投資公司。[7]
- 2014年1月，萊爾富跨出臺灣本島，到金門縣開設第一家分店金門寶城店（已於2020年7月停止營業，自此萊爾富未有分店開設於離島）。
- 2017年3月，萊爾富與悠遊卡、UUPON合作搶進點數支付商機[8]。
- 2020年7月3日，萊爾富與車麗屋汽車百貨合作，於嘉義市興業東路開設首間複合店（車麗屋嘉義店、萊爾富嘉義國興店）[9]。
- 2021年9月，萊爾富攜手車麗屋，成立萊到店服務大聯盟，將超商的包裹寄取與繳費代收等新服務搬進汽車百貨，未來更會將車麗屋商品導入萊爾富，使萊爾富店內商品擴增，提供更豐富選擇。[10]

- 2023年，光泉牧場汪家全面撤出萊爾富經營層，由原大股東聯邦企業集團的聯邦投資代表李文明擔任董事長、萊爾富事業整合長郭純宜升任總經理。[11]

## 多元的付款服務
- 電子票證：

悠遊卡、一卡通、icash。

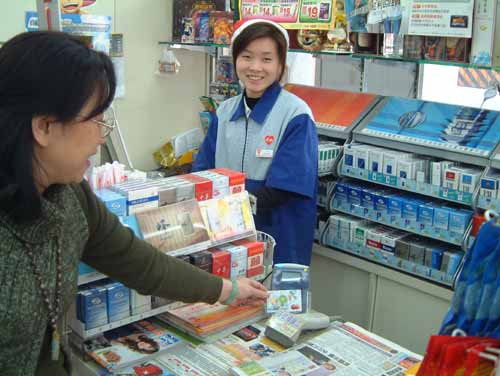
在萊爾富可使用TaiwanMoney卡進行結帳(已終止該業務)

- 信用卡：(支援台灣地區所有銀行發行之信用卡）

Visa、MasterCard、JCB、美國運通、中國銀聯。
- 行動支付：

Apple Pay、Google Pay、Samsung Pay、台灣Pay、LINE Pay、一卡通MONEY、街口支付、微信支付、支付寶、GLN Hana Members（限具韓國身分證者使用）、歐付寶、中信直接付、Yahoo超好付、Pi拍錢包、玉山Wallet錢包、橘子支付、Hi Pay（萊爾富行動支付）、Friday錢包、富邦Lucky Pay、台新Let’s Pay、台灣Pay、悠遊付、t Wallet、Hami Pay。
- 票券支付：

萊爾富商品禮券、萊爾富餘額券、萊爾富商品卡等來支付購買商品。

## 自有品牌及服務

### Hi Café
Hi Café為萊爾富現煮咖啡品牌，與伯朗咖啡合作，採用伯朗咖啡豆及光泉牛乳，尚未成立品牌時曾以「伯朗嚴選」為名，於特定店鋪進行試賣，現已有九成以上門市販售現煮咖啡。
2010年更曾邀請藝人莎莎代言。

Hi Café產品多元，曾與泰山企業御奉合作於2010年推出現泡茶飲，亦曾販售利用微波冷凍黑糖珍珠製作而成的「黑糖珍珠鮮奶」，還有與阿華田合作推出「凍粒阿華田」等飲品，是國內第一家販售現泡茶類、珍珠茶飲的便利商店業者。

### Hi-Life Original
Hi-Life Original為萊爾富自有品牌，於2016年創立，商品種類包含食物、飲料、日用品等。

### Life-ET
萊爾富的店內多媒體終端機，是全台首家於店內架設多媒體終端機的便利商店業者，該機器可列印代收費用、購買遊戲點數、寄件、購物、信用卡紅利兌換商品等功能。

### HiCard
萊爾富的會員卡，消費可累積HiPOINT，HiPOINT可折抵萊爾富門市消費。

### HiPay行動支付
萊爾富的行動支付App，可綁定台新銀行、國泰世華銀行、聯邦銀行發行的信用卡於萊爾富進行行動支付，亦可於樂法門市使用(限綁定台新銀行信用卡)。

### Hi立即沖印
與立可得合作，於店內架設可立即拍攝證件照之機台，提供相片沖洗服務。

### 雲端超商
雲端超商是萊爾富第一個設立的手機購物App，提供一次買足，多次取貨，可跨店取貨之服務，於2022年3月15日停止服務，原服務整併至Hi-Life VIP App。

### 麵包優先
麵包優先為萊爾富的現烤麵包品牌，主打於門市架設烘焙廚房，提供顧客新鮮現烤麵包選購，每日出爐兩個時段，於2014年結束。

## 大事件

### 造謠破產聲明稿事件
- 2003年6月20日，光泉牧場董事長兼總經理汪圳泉（萊爾富董事長汪林祥之叔）以一紙傳真發布聲明稿指稱，由於萊爾富累計虧損新臺幣15億元，他已在2003年6月19日，向臺灣臺北地方法院請求宣告萊爾富破產。當天晚間，汪林祥、萊爾富董事代表汪賜發、萊爾富監察人汪文曄緊急召開記者會宣稱，汪圳泉由於經營理念與其他股東不合，且要求家族分產未獲其他股東同意，因而向法院聲請萊爾富破產，其手段已危害萊爾富全體股東權益，其未取得會計師同意就援用萊爾富兩年前的財報資料，純屬無中生有的惡意中傷萊爾富，萊爾富各分店的營運不受汪圳泉片面的破產聲明所影響。汪林祥與汪賜發揚言，他們已決定委請國際通商法律事務所保留對汪圳泉提告之權利。[14]

- 2003年8月23日，萊爾富召開記者會宣稱並無資產不足抵償負債的情形，揚言對造謠者提告。[15]

### 統一企業買股
- 2004年3月1日，統一企業宣佈以總額新臺幣10.5億元買下前光泉牧場總經理汪圳泉家族在光泉牧場31.25%的持股，以及汪圳泉在光泉牧場與萊爾富各佔3分之1的股權。[16]

- 2013年5月14日，統一企業持有萊爾富股權30%以每股新臺幣16元售予安橋亞洲投資，交易金額新臺幣3.76億元，處分利益約新臺幣2億元。[16]

### 便當主菜的包裝專利之爭
- 2005年，萊爾富曾就便當主菜的包裝與日本的FamilyMart有過專利紛爭。

### 除夕夜暫停營業兩小時
- 2017年1月27日除夕，萊爾富創國內超商首例，晚上19點至21點暫停營業兩小時，讓員工在店內圍爐吃年夜飯，年菜由公司提供。[17]

### 門市店員因落實新冠肺炎防疫政策被顧客毆打
- 2021年5月17日，因新冠肺炎疫情爆發，新北市進入三級警戒狀態，位於土城區的土城童話店，因顧客進入店內時未戴口罩，至櫃檯結帳時經店員提醒後雖戴上口罩，但不願配合實聯制登記，雙方因此起口角，顧客以安全帽及徒手方式毆打店員，經警協助送醫，頭部撕裂傷無生命危險。[18]

### 因新冠肺炎疫情，全臺三級警戒，部分門市暫停營業
- 2021年5月19日，國內新冠肺炎(COVID-19)疫情嚴峻，今（19）日新增267例本土確診案例，中央流行疫情指揮中心指揮官陳時中宣布，即日起全國進入三級警戒。為因應疫情，萊爾富超商宣布全台20間門市緊急關閉暫停服務。[19]

## 食品安全事件
- 2014年9月5日，衛生福利部食品藥物管理署表示，強冠企業收購自「屏東郭烈成工廠」所回收榨過的廢油和餿水油，以33％劣質油混合67％豬油出廠成「全統香豬油」油品，多家知名下游廠商皆中標使用強冠黑心油品[20]。

- 2014年9月8日，臺南市政府衛生局追查，二線廠商「久芳興業」購入強冠企業所生產的「全統香豬油」，再委託品高企業製成關東煮麻辣湯頭包，其最大流向是萊爾富，主要提供店面內的麻辣關東煮使用[21][22]。

## 外部連結
- 萊爾富官方網站
- 萊爾富超商Hi-Life的Facebook專頁
- 萊爾富便利商店│Hi-Life的Instagram帳戶
- YouTube上的萊爾富Hi-Life頻道